# 高椅岭
高椅岭，又名高椅岭风景区，坐落在中华人民共和国湖南省郴州市苏仙区和资兴市交界处，属丹霞地貌，总面积50.5平方公里，:240是国家AAAA级旅游景区。

## 周边主要景点
- 东江湖
- 凤凰岛
- 飞天山
- 板梁古村

## 交通
湖南省省道S215西侧。:240